# チャールズ・ドナルド・オルベリー
チャールズ・ドナルド・オルベリー（英語: Charles Donald Albury; 1920年10月12日 - 2009年5月23日）は、アメリカ合衆国の軍人。飛行士として第二次世界大戦（太平洋戦争）中の広島と長崎への原子爆弾投下に参加した。長崎への原子爆弾投下時のボックスカーの操縦士であり搭乗員の中で最後まで存命であった人物であったほか、広島と長崎の両方の原子爆弾投下に参加した搭乗員の中で最後まで存命であった人物でもある。

## 経歴
オルベリーは、1920年にフロリダ州マイアミで生まれた。
マイアミ大学工学部に入学したが、第二次世界大戦中にアメリカ陸軍に入隊するため学士号の取得前に中退した。

### 広島市の原子爆弾投下
1945年8月6日、オルベリーはポール・ティベッツが指揮するエノラ・ゲイに同行した計器観測機グレート・アーティストの操縦士として、広島市への最初の原子爆弾投下を目撃した。オルベリーは飛行機から放射線レベルと原子爆弾の規模を測定した。後のタイム誌のインタビューで次のように述べている。
「ティベッツが爆弾を投下したとき、私たちは観測機器を落として左旋回した。その時、この明るい光が私たちを襲い、あのキノコ雲の頂上は最も恐ろしかったが、人生でこれまで見た中で最も美しいものでもありました。虹のあらゆる色がそこから出ているかのようでした。」

### 長崎市への原子爆弾投下
広島への原子爆弾投下からわずか3日後の1945年8月9日、チャールズ・スウィーニーが指揮するボックスカーはオルベリーを副操縦士に迎え、ファットマンとして知られる原子爆弾を長崎市に投下した。4万人が即死し、さらに3万5千人が放射線障害やその他の傷害により死亡することになる。
日本降伏後の1945年9月2日、オルベリーはティベッツ、スウィーニー、および他の20名近くの乗組員とともに日本へ飛んだ。一行は長崎に到着し、原子爆弾投下により破壊された現地を視察した。
オルベリーは生前、日本への原子爆弾投下における自身の役割について全く後悔はしていないと繰り返し述べ、「もし米国が日本本土への全面侵攻を開始していたらさらに多くの命が失われていただろう」と語っている。

## 戦後の生活
第二次世界大戦後、オルベリーは妻とともにフロリダ州コーラルゲーブルスに移住し、民間航空会社のパイロットの職に就いた。その後、オーランド南部の家に移りそこで暮らした。
1995年には戦争物語「夜明けをもたらした男たち」に出演し、2回の原爆投下任務についての回想と考察を語った。
オルベリーは、2009年5月23日にフロリダ州オーランドの病院で88歳で死去した。